# Me contro Te - Il film: La vendetta del Signor S
Me contro Te - Il film: La vendetta del Signor S (literalmente: Me contro Te - La película: La venganza del Señor S) es una película italiana dirigida por Gianluca Leuzzi y protagonizada por el dúo youtuber Me contro Te, de género comedia. En España la película es sin editar.

## Reparto
- Luigi Calagna: Luì
- Sofia Scalia: Sofì
- Michele Savoia: Pongo/Professor Cattivius
- Antonella Carone: Perfidia
- Giustina Buonomo: signora Marisa
- Marilisa Protomastro: presentatrice
- Fernando Di Virgilio: “Vecchio Saggio”
- Pierpaolo Zizzi: Signor S

## Producción
El rodaje de la película tuvo lugar a partir del 8 de octubre de 2019 y duraron sobre cuatro semanas; la película se rodó en Roma y en parte en el luna park LunEur.

## Distribución
La película, distribuida por Warner Bros. Pictures, se estrenó en los cines italianos el 17 de enero de 2020.  En España y Hispanoamérica la película es sin editar.

## Seguido
Dado el éxito de la película, el 17 de agosto de 2020 el dúo anunció el inicio de la filmación de la nueva película, Me contro Te: Il mistero della scuola incantata (literalmente: Me contro Te: El misterio de la escuela embrujada) y la publicación del tráiler en su canal de YouTube el mismo día.